# Mummucina exlineae
Mummucina exlineae är en spindeldjursart som beskrevs av Cândido Firmino de Mello-Leitão 1943. 
Mummucina exlineae ingår i släktet Mummucina och familjen Mummuciidae. Inga underarter finns listade i Catalogue of Life.